# Типовий проєкт школи № 104
№ 104 — типовий проєкт школи на 400 учнів, розроблений у 1935 році у Шкілпроєкті при Народному комісаріаті освіти УСРР, архітектори Н. Крижановська і Є. Рикова. Крім України, школи за проєктом побудовані у Тирасполі, який на той час був у складі УРСР.

## Опис
Триповерхова будівля з несиметричним планом. Ширина 27,5 м, глибина 30,1 м, площа забудови 694 м², кубатура 7251 м³. Головний фасад симетричний, посередині 5 кроків вікон з головним входом по центру, вікна 2 і 3 поверхів розділені неглибокими пілястрами. Пізнаваною рисою проєкту є ризаліти по боках головної фасади без вікон на 2 і 3 поверхах, іноді може бути по 2 вікна на 1 поверсі. Ризаліти мають два варіанти: гладку стіну і по парі півколон на всю висоту по краях або з напівкруглою нішею для невеликих статуй по одній півколоні і по краях на 2 і 3 поверхах. Несиметричність плану створена правим крилом з 12 вікнами, що згруповані по 4 на приміщення класу; в кінці крила вікно сходів.

## Галерея

### варіянт із нішами

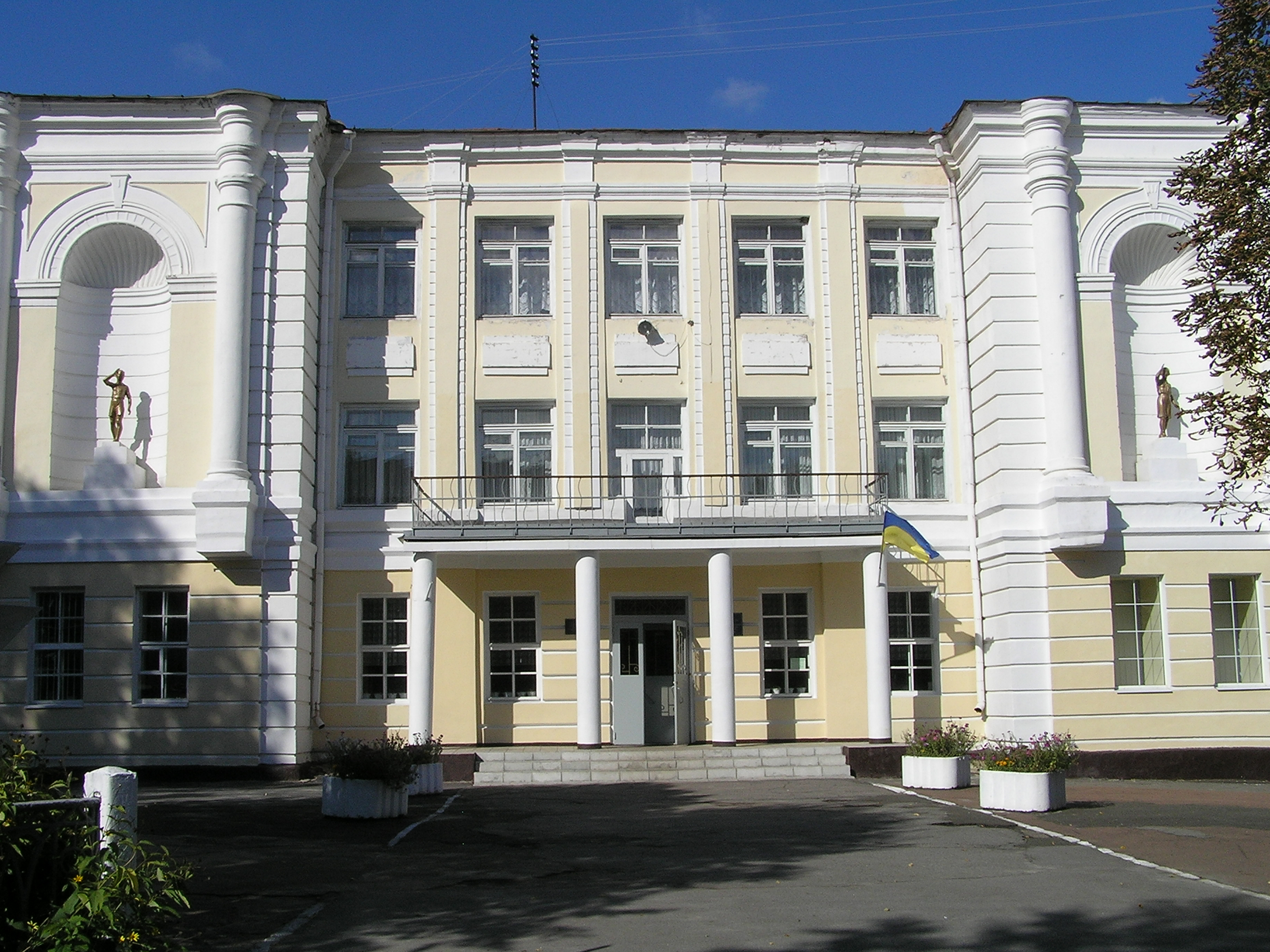
Шостка, школа № 2, 1936
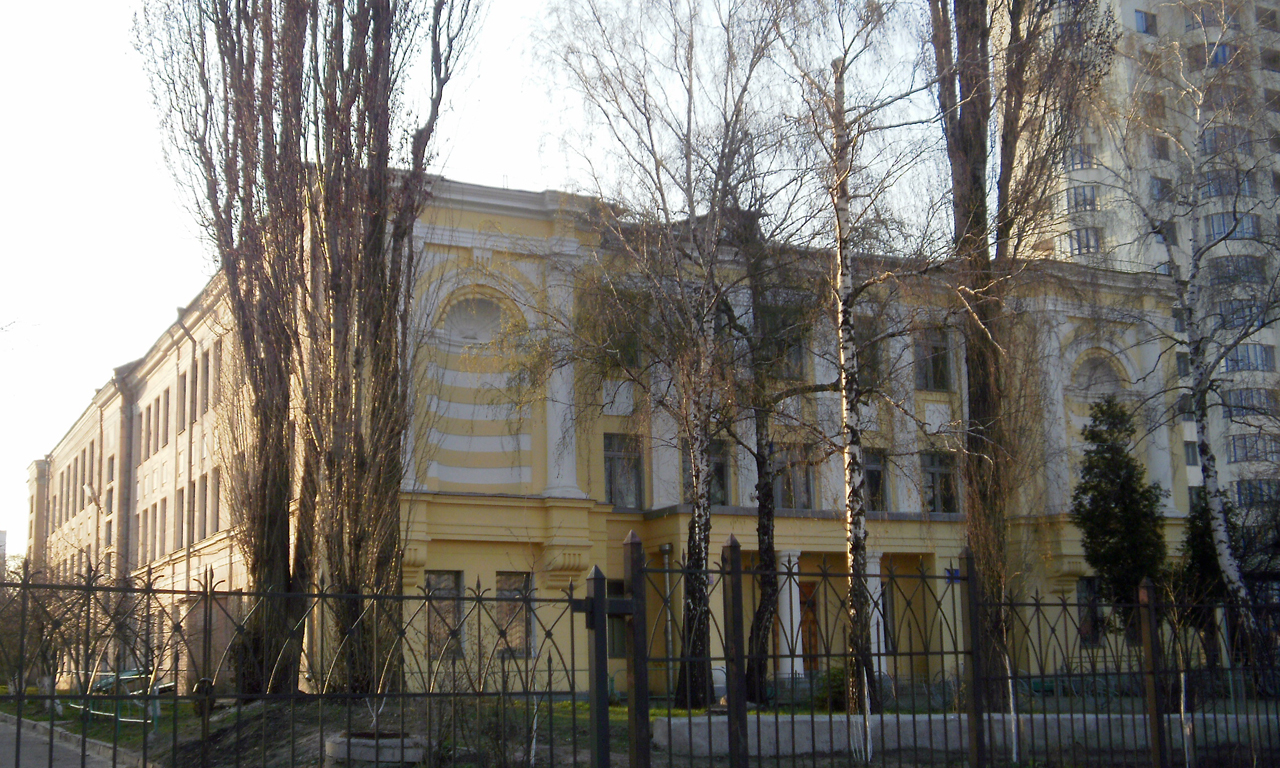
Київ, Деміївка, школа № 85, 1936
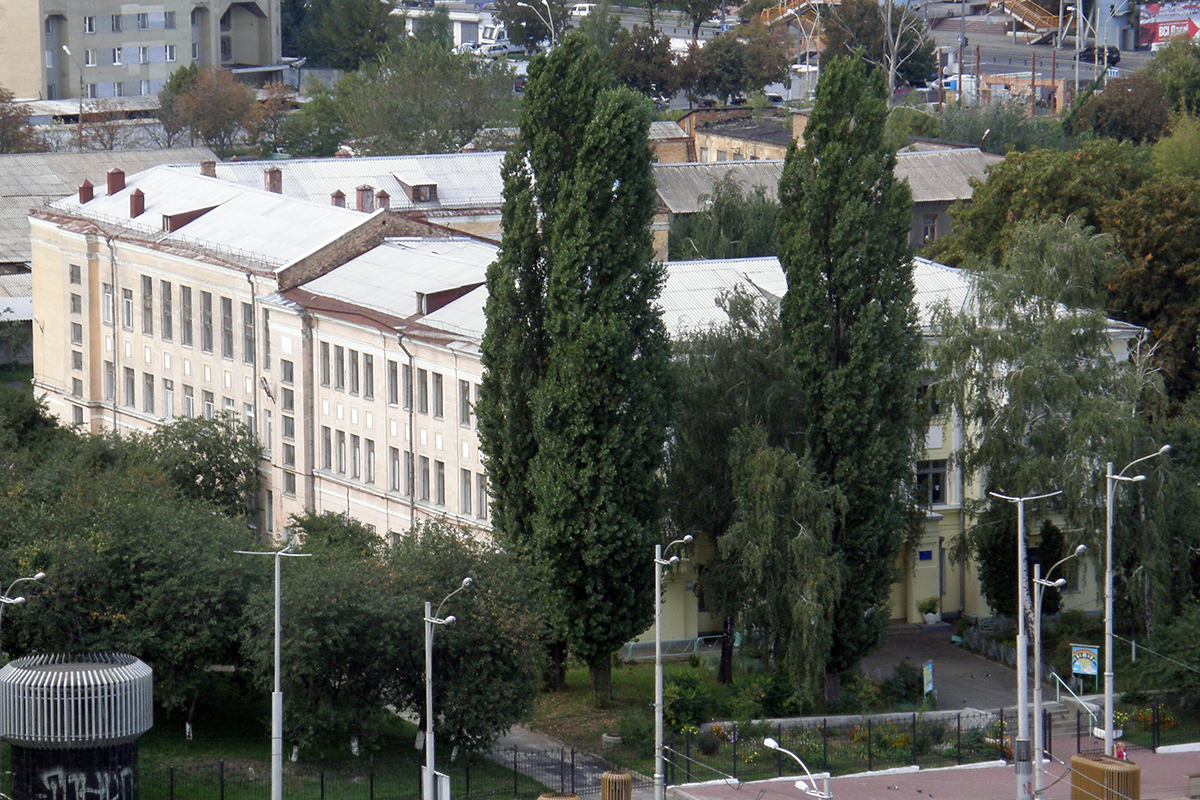
Київ, Деміївка, школа № 85, 1936, з добудовою
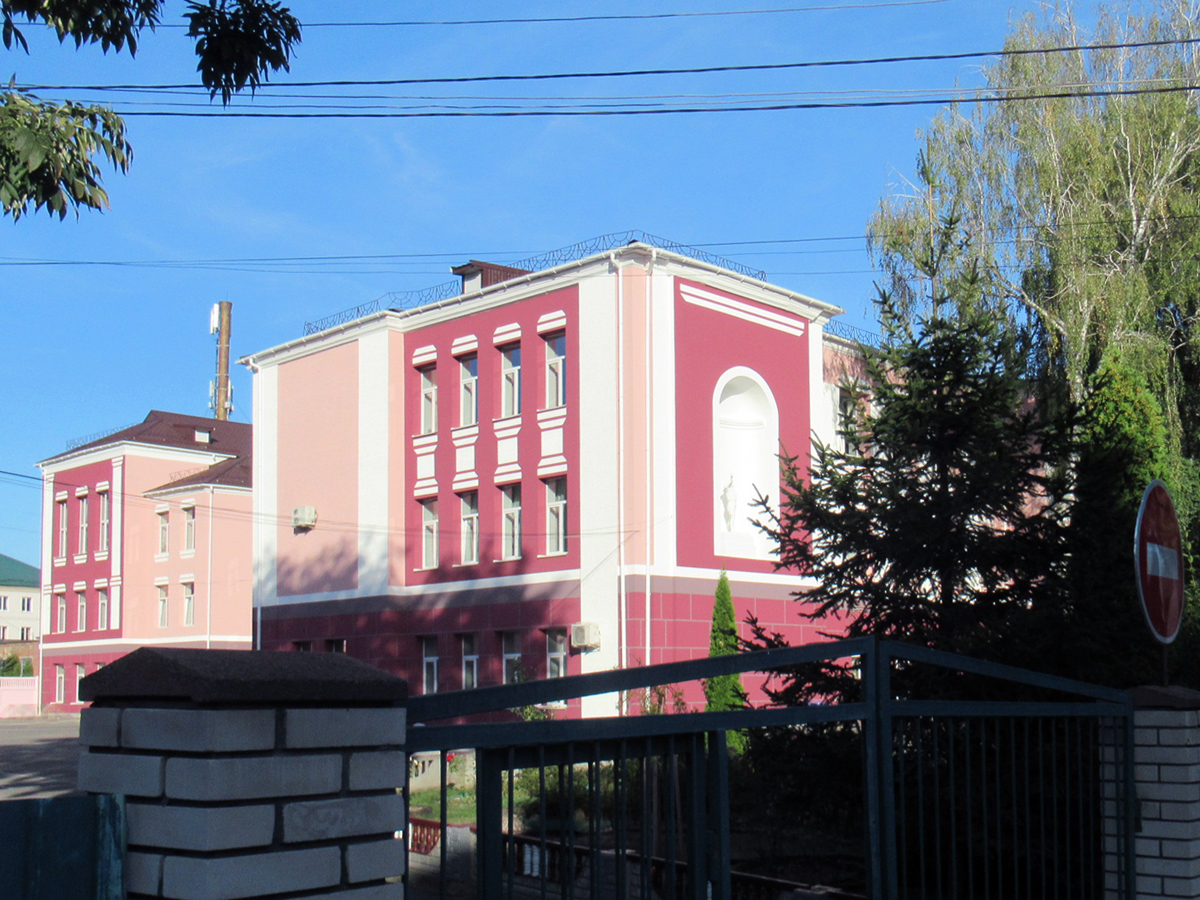
Вінниця, гімназія № 1
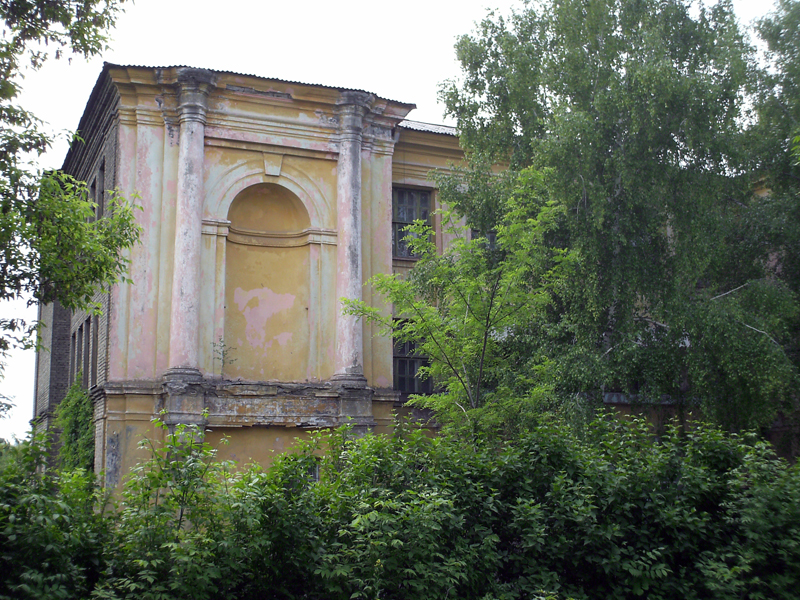
Краматорськ, школа № 14, 1937, закрита в 1997
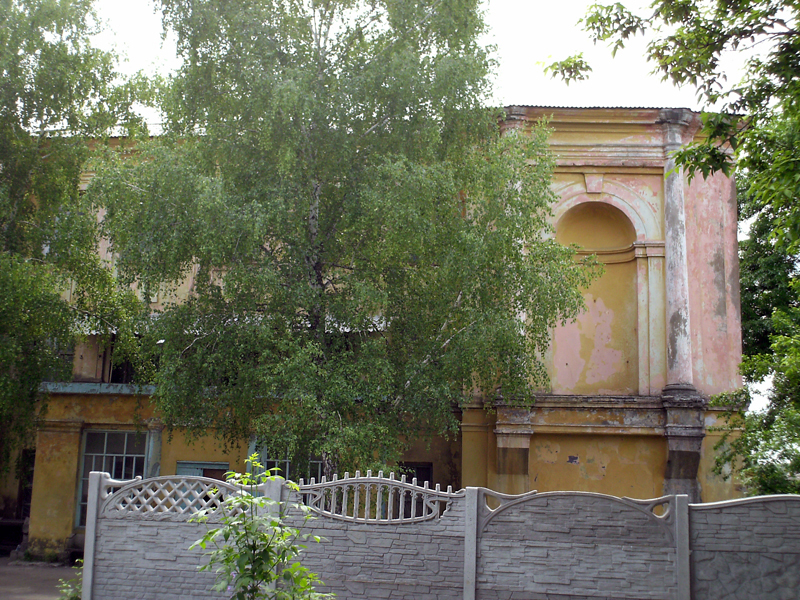
Краматорськ, школа № 14, 1937, закрита в 1997
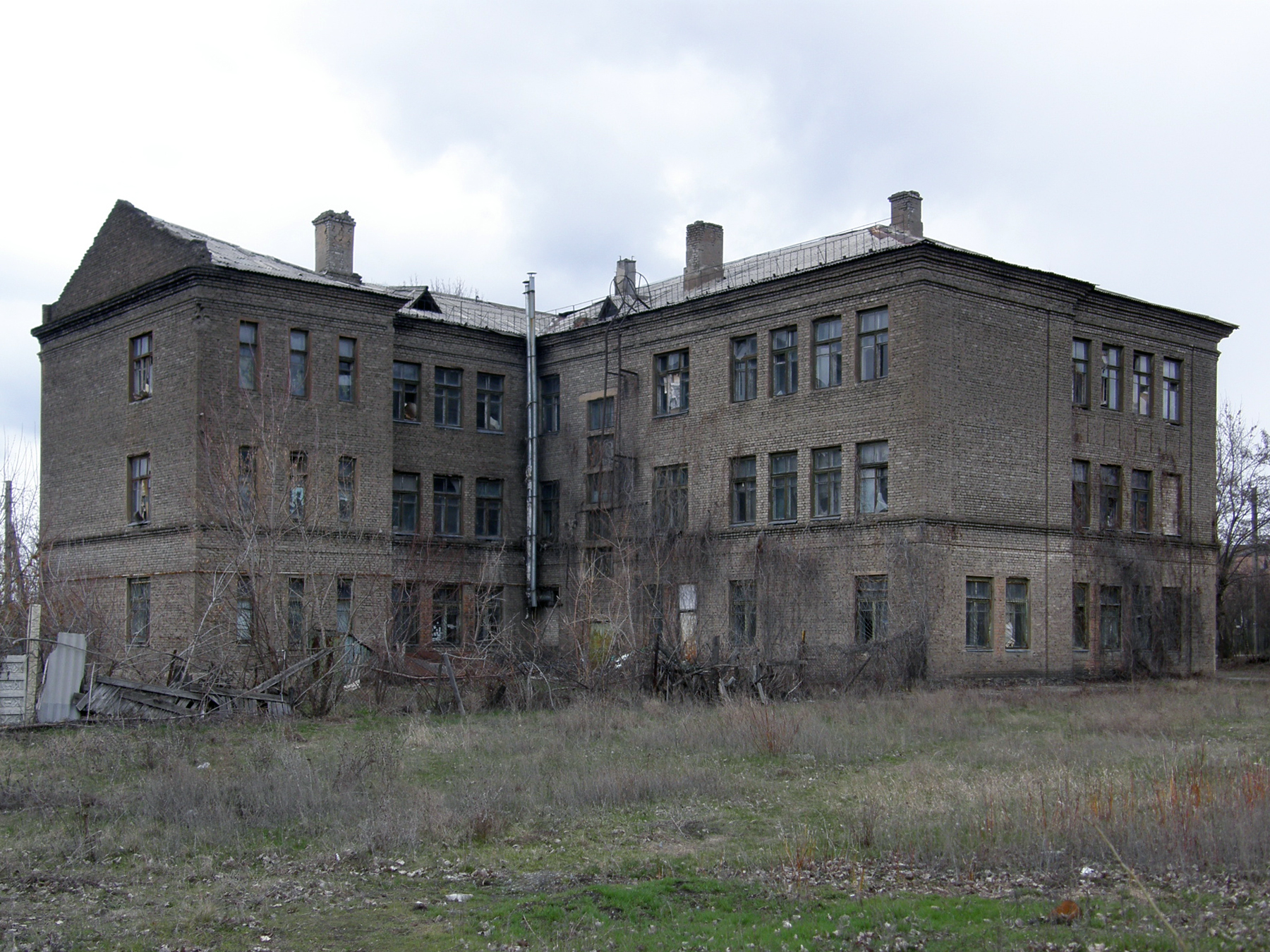
Краматорськ, школа № 14, 1937, закрита в 1997
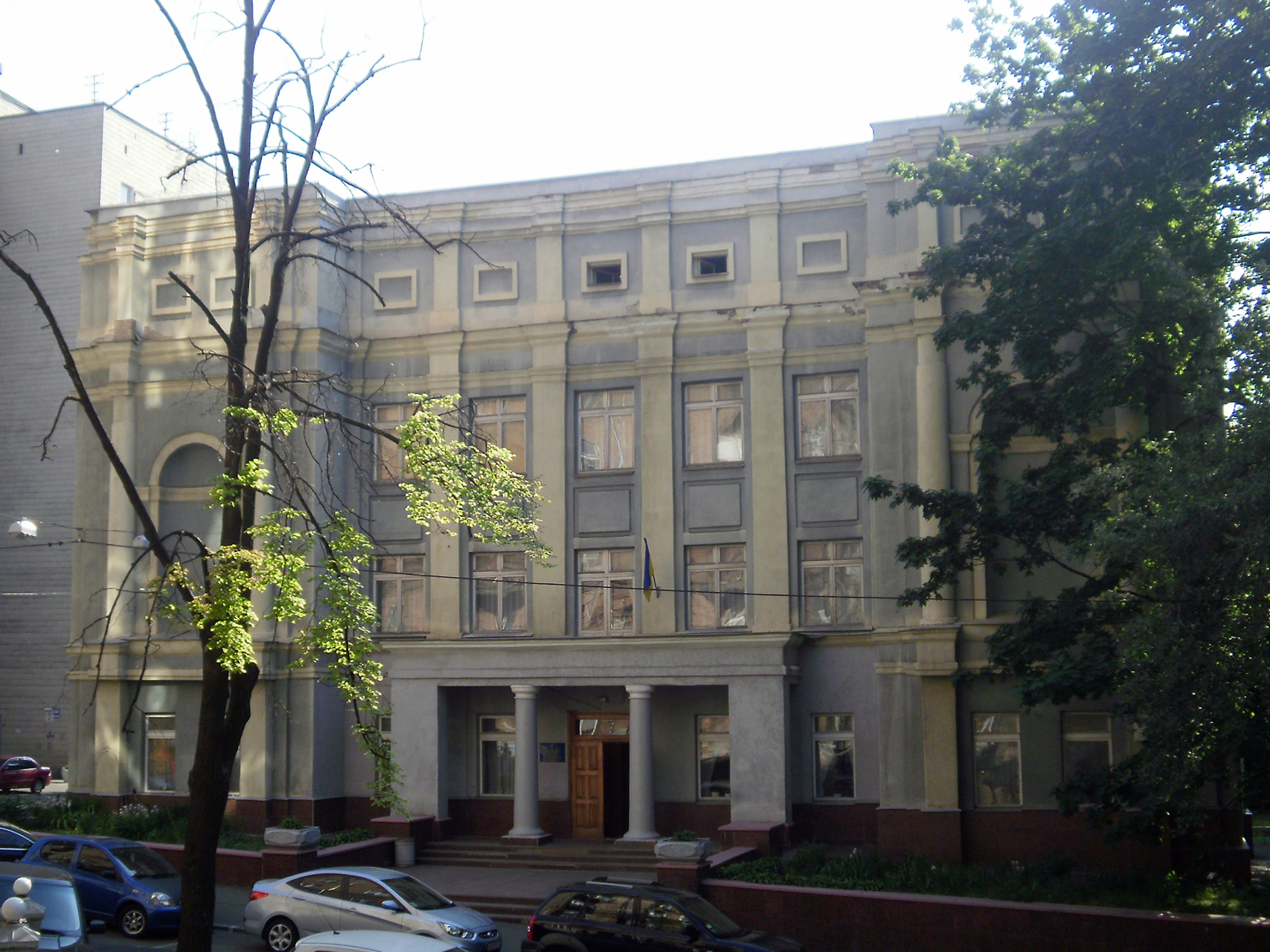
Київ, Липки, 1938, до 1965 школа № 132, нині Палац дітей та юнацтва Печерського району
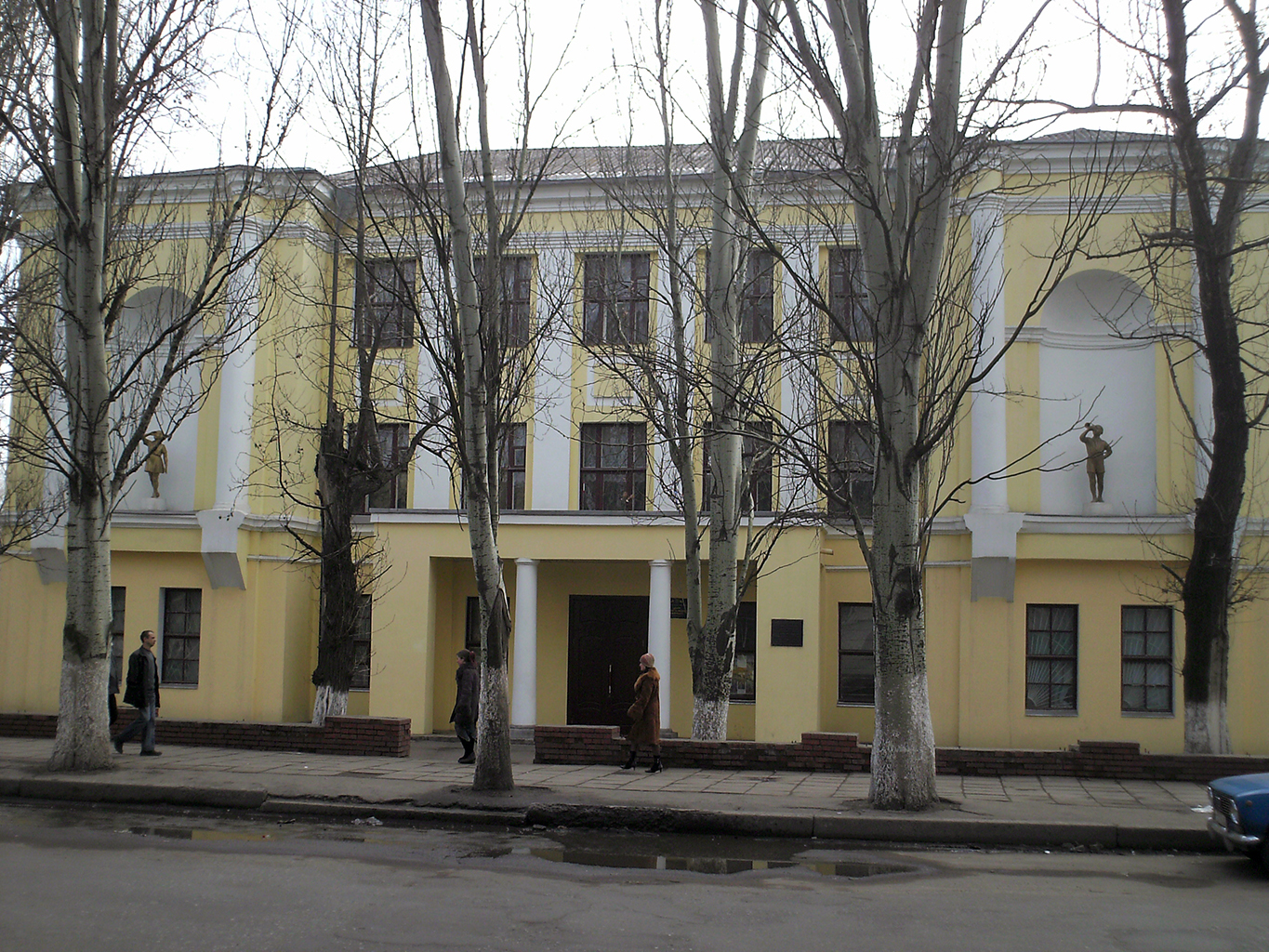
Слов'янськ, Центр дитячої та юнацької творчості, до 1981 школа № 15. Фігури піонерів демонтовані в 2015.

### варіянт без ніш

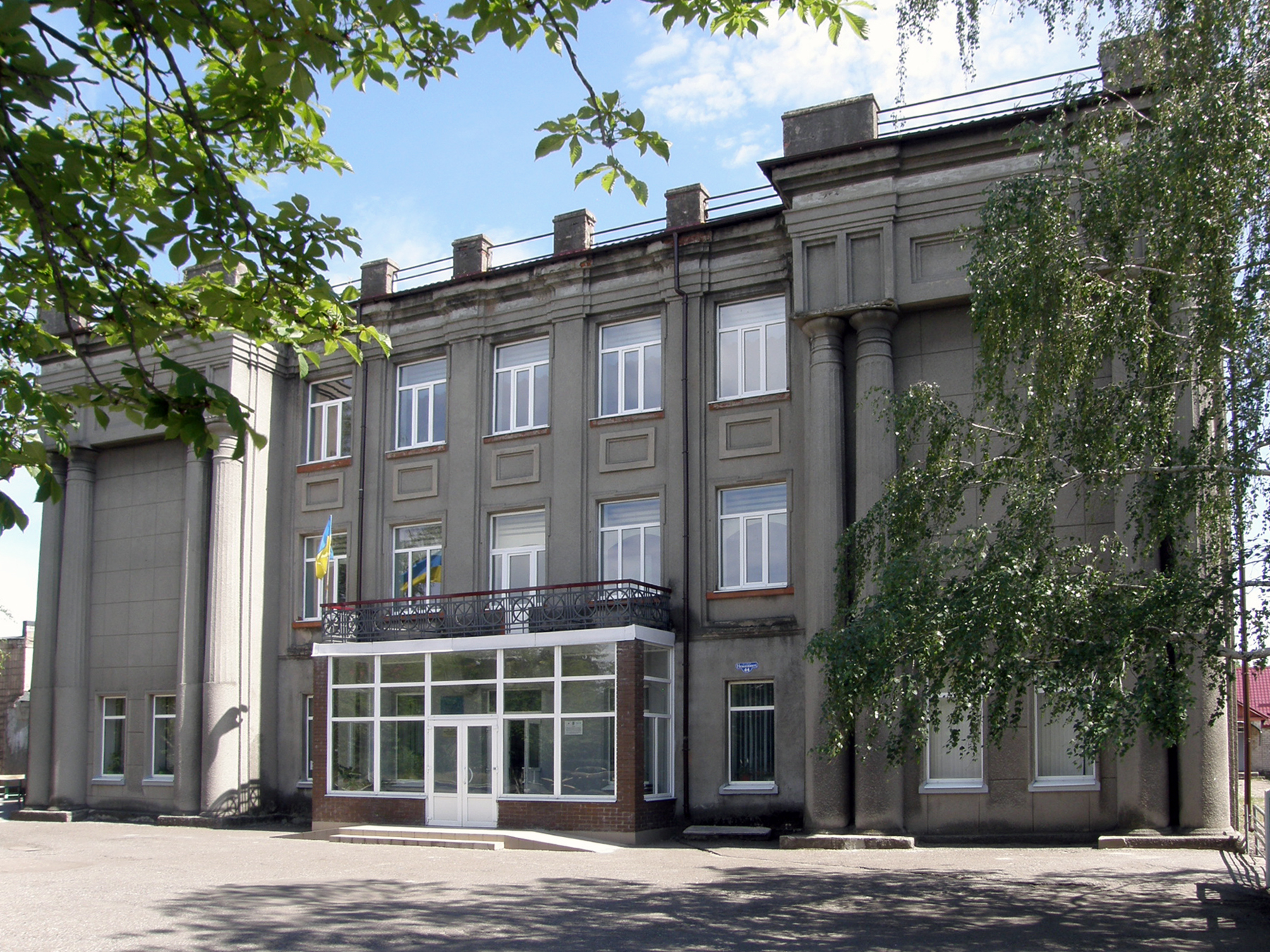
Лиман, гімназія, 1936, до 2002 школа № 6
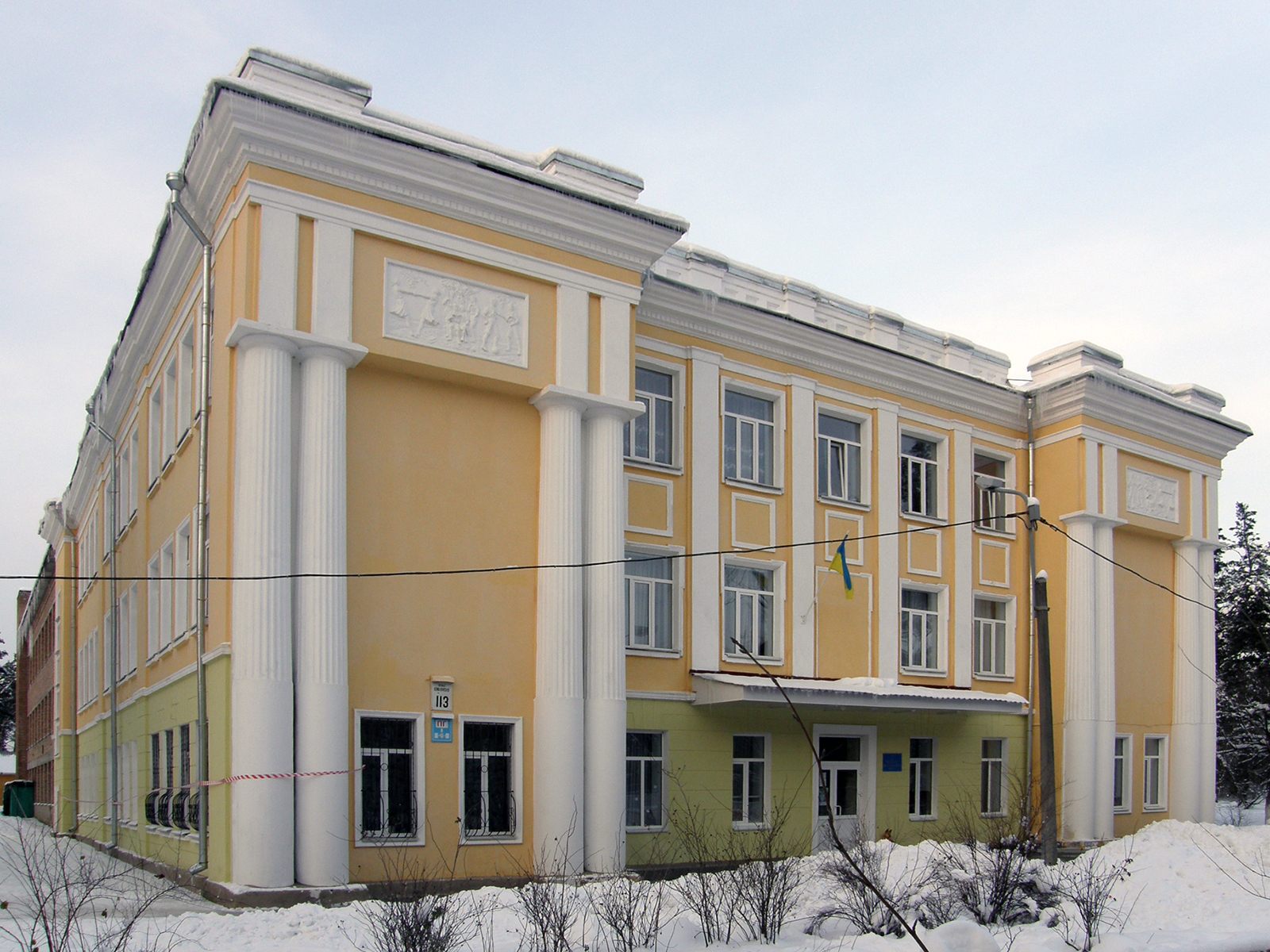
Київ, ДВРЗ, школа № 11, 1936